# شیگرو ساکورای
شیگرو ساکورای (انگلیسی: Shigeru Sakurai؛ زادهٔ ۲۹ ژوئن ۱۹۷۹) بازیکن فوتبال اهل ژاپن است.